# Ozero Belskoje (sjö i Vitryssland)
Ozero Belskoje (ryska: Озеро Бельское) är en sjö i Belarus.   Den ligger i voblasten Vitsebsks voblast, i den norra delen av landet, 160 km nordost om huvudstaden Minsk. Ozero Belskoje ligger 135 meter över havet. Arean är 1,3 kvadratkilometer. Den sträcker sig 1,9 kilometer i nord-sydlig riktning, och 1,2 kilometer i öst-västlig riktning.
Omgivningarna runt Ozero Belskoje är en mosaik av jordbruksmark och naturlig växtlighet. Runt Ozero Belskoje är det ganska glesbefolkat, med 22 invånare per kvadratkilometer.